# قتل محمد میرموسوی
محمد میرموسوی شهروند ۳۶ ساله اهل روستای سیدمحله از توابع بخش رودبنه، شهرستان لاهیجان شنبه ۳۰ مرداد پس از بازداشت به علت شرکت در درگیری خیابانی، به پاسگاه روستای ناصرکیاده در لاهیجان منتقل شد. او به علت شدت خشونت مأموران این کلانتری و شکنجه و ضرب‌وشتم شدید کشته شد. الیاس حضرتی، رئیس شورای اطلاع‌رسانی دولت اعلام کرد با دستور مسعود پزشکیان به وزیر کشور، برای بررسی کشته شدن وی در بازداشت، یک کمیته تشکیل شده. در پی این دستور اسکندر مؤمنی، هیئت تحقیق را برای بررسی اعزام کرده است. مرکز اطلاع‌رسانی پلیس ایران از دستور ویژه احمدرضا رادان، فرمانده کل انتظامی برای بررسی «حادثه فوت متهم در لاهیجان» خبر داد.
پس از دستگیری محمد توسط مأموران نیروی انتظامی، در پاسگاه او را با دست و پای بسته به شدت شکنجه کردند که حال او دچار وخامت شد و در نهایت پیکر بی‌جان او را به آگاهی لاهیجان انتقال دادند. با وجود نیاز به رسیدگی پزشکی بدون توجه به وضعیت او در همان‌جا کشته شد. دادستان عمومی و انقلاب لاهیجان از بازداشت ۵ پلیس در ارتباط با مرگ محمد میرموسوی خبر داد. مراسم خاکسپاری او ششم شهریور برگزار شد.
هه‌نگاو اعلام کرد محمد میرموسوی برای شکنجه به پاسگاه ناصرکیاده لنگرود منتقل شده و در آنجا پس از تحمل شکنجه، کشته شده است. هه‌نگاو نوشت: «سید محمد میرموسوی در برابر نیروهای انتظامی مقاومت کرده است». در این گزارش آمده است: «محمد میرموسوی راننده اسنپ یک خودروی پژو ۴۰۵ بوده و به گفته یکی از نزدیکان، نیروهای کلانتری در روز بازداشت، خودروی او را به آتش کشیدند». این در حالی است که ایرنا خبرگزاری وابسته به نظام بر اساس اطلاعیه فرماندهی انتظامی جمهوری اسلامی ایران نوشته است که مقتول خود عامل درگیری بوده و به دلیل مقاومت در برابر دستگیری مورد ضرب و شتم قرار گرفته است و «به دلیل هیجان ناشی از اصطکاک صورت‌گرفته میان مرحوم میرموسوی و عوامل انتظامی و عدمِ کنترلِ خشم و احساسات از طرف برخی کارکنان و بی‌اعتنایی به وضعیت متهم این اتفاق رخ می‌دهد. رفتارِ رخ‌داده توسط برخی از عوامل انتظامی برخلاف مشی حرفه‌ای پلیس بوده و به‌هیچ وجه قابل قبول نیست، بدین جهت افرادِ فوق در اختیار مرجع قضایی قرار گرفتند».
روزنامه شرق روز ۱۰ شهریور ۱۴۰۳ در گزارش کرد محمد میرموسوی، که فرزند نایب رئیس پیشین شورای شهر لنگرود بود، از ناحیه کمر هدف گلوله مأموران قرار گرفته بود. محل اصابت تیر در کمر محمد در ویدئوی غسالخانه دیده شده است. اهالی منطقه که در بیرون پاسگاه محل بازداشت این شهروند، تجمع کرده بودند، صدای شلیک تیر را شنیدند. به دلیل درگیری و نزاعی که با «افراد بسیجی» درگرفته بود، سیدمحمد را به درختی بسته بودند و ماشینش (اتومبیل پدرش) را آتش زدند. بعد او را به پاسگاه بردند و آنجا هم او را به ستونی بسته و با کابل و آهن و میله و باتوم کتک زدند که وی بر اثر همین ضربات کشته می‌شود. روزنامه اعتماد گزارش داد مأموران پاسگاه پس از حضور در محل فقط محمد میرموسوی را با خود بردند.
در این زمینه مجتبی روحانی راد امام جمعه بابل با انتقاد از پزشکیان برای دستور بررسی قتل محمد توسط فراجا از کشتار و شکنجه بازداشت شدگان در بازداشت دفاع کرد و جلوگیری از آن را شکست اقتدار فراجا خواند.